# Singa albodorsata
Singa albodorsata är en spindelart som beskrevs av Kauri 1950. Singa albodorsata ingår i släktet Singa och familjen hjulspindlar. Inga underarter finns listade i Catalogue of Life.